# Partido judicial de Miranda de Ebro
El partido de Miranda de Ebro es una comarca de la provincia de Burgos en Castilla y León (España). Se sitúa al este de la provincia.

## Geografía
El partido de Miranda de Ebro era uno de los catorce, lindaba al norte con Álava, al sur con el Santo Domingo, al este con el de Logroño y al oeste con el de Bureba. 

## Historia
Uno de los catorce partidos que formaban la Intendencia de Burgos, durante el periodo comprendido entre 1785 y 1833, en el Censo de Floridablanca de 1787. 

### Pueblos solos
Comprendía 14 villas, 3 barrios, 1 lugar Valverde, de realengo, y 5 granjas, que pertenecen a los municipios burgaleses de Bugedo, Condado de Treviño, Miranda de Ebro, y La Puebla de Arganzón.

#### Villas
| - Añastro, de señorío. - Bujedo, de realengo. - Cellorigo, de realengo. - Galbárruli, de realengo. - Guinicio, de abadengo - Ircio, de realengo. - Miranda de Ebro y sus barrios, de realengo. | - Orón, de realengo. - Pariza, de señorío. - Puebla de Arganzón, La, de señorío. - Saseta, de señorío. - Suzana, de realengo. - Treviño, de señorío. - Villalba de Rioja, de realengo. - Villaseca, de realengo. |  |

#### Barrios
| - Bayas, barrio de Miranda. - Bardauri, barrio de Miranda. | - Nave, La, barrio de Miranda. |  |

#### Granjas
| - Arce-Mirapérez, de realengo. - Campajares, granja de realengo. - Carraleo, granja de realengo. | - Sajuela, granja de realengo. - El Ternero, granja de realengo. |  |

## Cuadrillas
También formaban parte:
- Cuadrilla de Abajo, con 8 lugares de señorío.
- Cuadrilla de Río Somoayuda, con 11 lugares de señorío.
- Cuadrilla de Val de Lauri, con 14 lugares de señorío.
- Cuadrilla de Val de Tobera, con 13 lugares de señorío.

## Demografía
En el año 2006 contaba, el apartado de pueblos solos, con habitantes, correspondiendo a la actual provincia de Rioja y los restantes,, a la de Burgos. La localidad más poblada era Miranda () seguida de () y ()
El conjunto del partido contaba en 2006 con  habitantes, correspondiendo a la actual provincia de Rioja y los restantes a la de Burgos, conforme al siguiente detalle:
| # | Subdivisión                | La Rioja | Burgos | Suma |
| - | -------------------------- | -------- | ------ | ---- |
| 1 | Pueblos solos              |          |        |      |
| 2 | Cuadrilla de Abajo         |          |        |      |
| 3 | Cuadrilla de Río Somoayuda |          |        |      |
| 4 | Cuadrilla de Val de Lauri  |          |        |      |
| 5 | Cuadrilla de Val de Tobera |          |        |      |
|   | Partido de Miranda de Ebro |          |        | '    |

## Partido Judicial
El Partido Judicial de Miranda de Ebro, se crea originariamente en el año 1834, estando formado por 78 pueblos  y 30 municipios, con una población de 8969 habitantes. Los 48 lugares que no tienen municipio son todos sin excepción del Condado de Treviño que contaba entonces con 52 aldeas y 4 municipios a saber: Treviño, Añastro, Pariza y Saseta.

## Paulatina reducción del número de municipios
Antes de 1858 quedan suprimidos once municipios, quedando 19 ayuntamientos con 15 805 habitantes, correspondiendo 2848 a la cabeza de partido. Los municipios suprimidos figuran en la siguiente relación: 
| #  | Ayuntamiento | habitantes | Se agrega a           | Municipio actual   |
| -- | ------------ | ---------- | --------------------- | ------------------ |
| 1  | Bozoó        | 256        | Villanueva-Soportilla | Bozoó              |
| 2  | Encío        | 130        | Moriana               | Encío              |
| 3  | Guinicio     | 116        | Montañana             | Miranda de Ebro    |
| 4  | Obarenes     | 81         | Moriana               | Encío              |
| 5  | Pariza       | 203        | Condado de Treviño    | Condado de Treviño |
| 6  | Portilla     | 77         | Villanueva-Soportilla | Bozoó              |
| 7  | Saseta       | 75         | Condado de Treviño    | Condado de Treviño |
| 8  | Silanes      | 150        | Miraveche             | Miraveche          |
| 9  | Suzana       | 130        | Montañana             | Miranda de Ebro    |
| 10 | Valverde     | 73         | Ircio                 | Miranda de Ebro    |
| 11 | Ventosa      | 40         | Villanueva del Conde  | Villanueva de Teba |

## Situación actual
En la actualidad está formado por 14 municipios conforme a la siguiente relación:
| - Altable - Ameyugo - Bozoó - Bugedo | - Condado de Treviño - Encío - Miranda de Ebro | - Miraveche (Bureba) - Pancorbo - La Puebla de Arganzón - Santa Gadea del Cid | - Santa María Ribarredonda (Bureba) - Valluércanes - Villanueva de Teba (Bureba) |  |

Los municipios de Bozoó, Condado de Treviño, Encío y Miranda de Ebro, están divididos en Entidades Locales Menores.

### Abreviaturas

#### Autoridad
A. Alcalde; AM, Alcalde Mayor; AO, Alcalde Ordinario; AP, Alcalde Pedáneo; C, Corregidor; C.AN, Corregidor y alcalde Mayor; G, Gobernador; G.AM, Gobernador y alcalde Mayor; JO, Juez Ordinario; RP, Regidor Pedáneo.

#### Jurisdicción
OM. Órdenes Militares; R, Realengo; S, Señorío; SE, Señorío Eclesiástico (Abadengo); SS, Señorío Secular.